# Клубничный сок

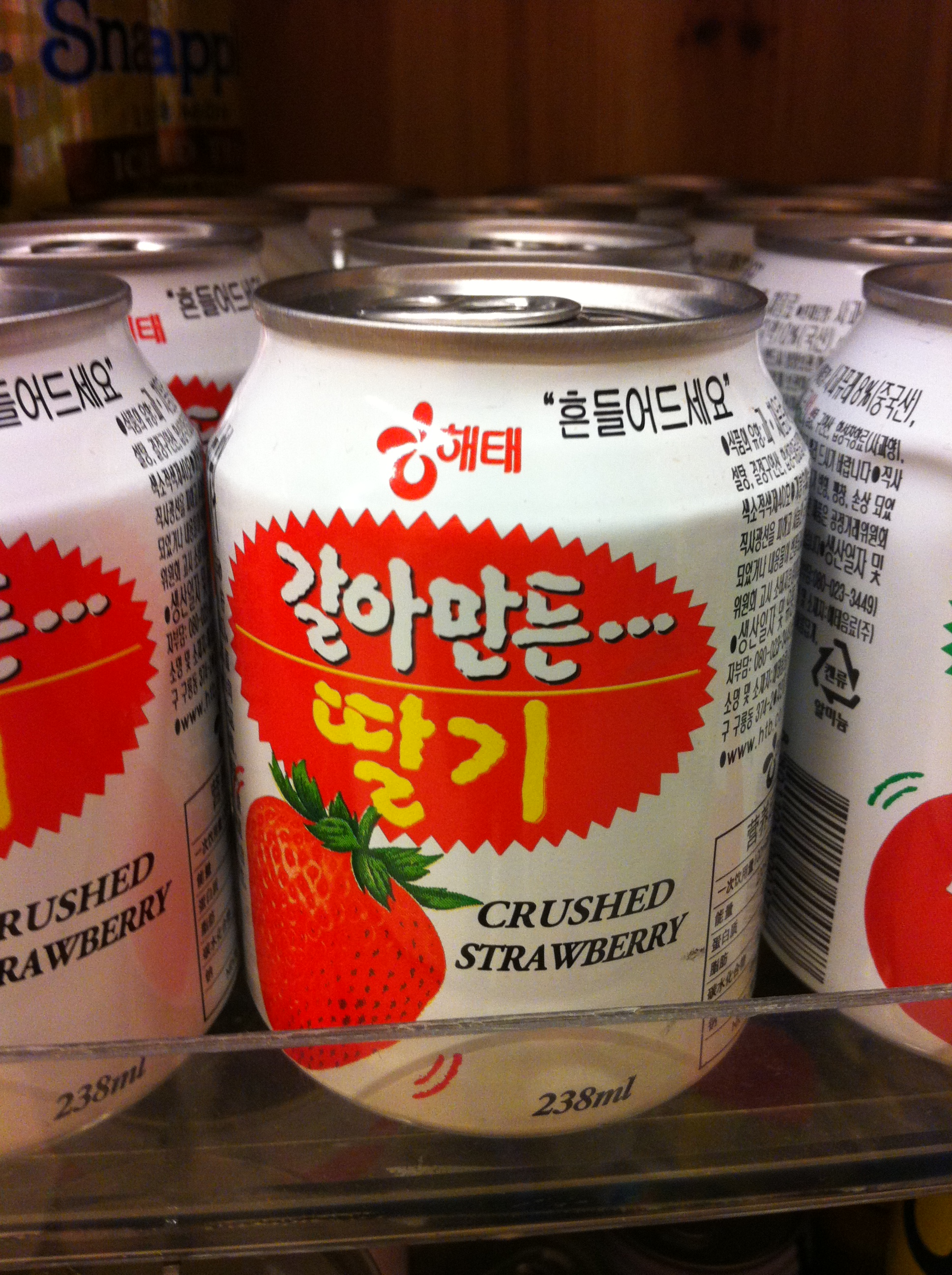
Клубничный сок корейского производства

Клубничный сок — продукт, получаемый из клубники. Свежевыжатый клубничный сок обычно не прозрачен, имеет нежно-красный цвет и густую консистенцию. Этот сок часто используется в кулинарии (например при приготовлении десертов), но довольно редко продаётся в чистом виде. Продаётся разлитым в пачки, а также жестяные или стеклянные бутылки. Входит в состав множества алкогольных и безалкогольных коктейлей.
Клубничный сок богат химическим составом. При промышленной обработке ягода легко теряет свой оригинальный вкус, происходит окисление и витамины исчезают. Поэтому производство клубничного сока в промышленных масштабах не является выгодным.